# Bokserdemens
Bokserdemens eller Punch Drunk syndrom, tidligere kendt som dementia pugilistica er en neurologisk sygdom eller demens, der kan ramme boksere og andre sportsudøvere, der rammes af hjernerystelser. Symptomer og tegn på bokserdemens udvikles løbende over en længere latensperiode, der kan vare i årtier. Den gennemsnitlige periode for udviklingen af bokserdemens er mellem 12 og 16 år efter boksekarrierens begyndelse. Tilstanden menes at ramme 15-20% af professionelle boksere. 
Tilstanden er forårsaget af gentagne slag mod hovedet, uanset om det enkelte slag er kraftigt nok til at give hjernerystelse eller ej.  Grundet bekymringen om, at boksning kan forårsage bokserdemens, er der blandt visse læger ønske om at forbyde boksning.  Der har været fremsat ønske om sådant forbud så tidligt som i 1950'erne.

## Symptomer
Tilstanden, der ses hos boksere, der har modtaget gentagne slag mod hovedet, manifesterer sig som demens eller reduceret intellektuelle færdigheder, hukommelsesproblemer, parkinsons sygdom, rystelser eller manglende koordinationsevne. Tilstanden kan også give sig udtryk i talevanskeligheder  og usikker gang.  Patienter, der lider af dementia pugilistica kan optræde affektlabilt og kan udvise patologisk jalousi eller paranoia.
Personer, der lider af dementia pugilistica kan behandles med medicin, der benyttes til behandling af Alzheimers sygdom og Parkinsons sygdom.

## Mekanisme
Det er ikke ganske klart, hvorledes syndromet opstår. Mistede neuroner, arvæv i hjernen, hydrocephalus (vand i hovedet), reduktion af hjernebjælkens funktion, diffus axonal skade og skade på lillehjernen m.v. involveret i syndromet. Tilstanden kan være etiologisk relateret til Alzheimers sygdom. Der er ved obduktion fundet neurofibrilliare tangles i hjernevævet hos patienter med dementia pugilistica men ikke med samme hyppighed, der normalt konstateres hos patienter, der lider af Alzheimers. Undersøgelser af skiver af hjernevæv fra patienter, der havde været udsat for milde traumatiske hjerneskader, viste ændringer i cellernes cytoskelet, hvilket kan være forårsaget af skade på de cerebrale blodårer.

## Historie
Dementia pugilistica blev først beskrevet i 1928 af patologen Dr. Harrison Stanford Martland i en artikel i Journal of the American Medical Association, hvori han bekrev rystelser, langsomme bevægelser, forvirring og taleproblemer, der ofte forbindes med sygdommen. I 1973 beskrev en gruppe under ledelse af J.A. Corsellis de typiske neuropatologiske fund, der ofte observeret i forbindelse med dementia pugilistica efter obduktion af hjernerne hos 15 tidligere boksere.

## Kendte tilfælde
Dementia pugilistica er forholdsvist udbredt blandt boksere, der har haft lange karrierer og som har modtaget mange slag mod hovedet. Sygdommen er muligvis ikke indrapporteret så ofte, idet symptomerne ofte ikke viser sig før end patienten er kommet op i årene, ligesom symptomerne ofte er vanskelige at adskille fra Alzheimers sygdom. På den anden side er dementia pugilistica til tider blevet fejlagtigt rapporteret.
En lang række boksere er blevet diagnosticeret med dementia pugilistica. Dette omfatter brødrene Jerry og Mike Quarry, Wilfred Benitez Jimmy Ellis, Floyd Patterson og Sugar Ray Robinson. Det er omdiskuteret om Muhammad Alis Parkinsons sygdom er forårsaget af boksekarrieren og har en sammenhæng med dementia pugilistica

## Eksterne links
- Chronic Traumatic Encephalopathy In The National Football League: Pages 223-225 (Courtesy of http://www.sportslegacy.org)  (Webside ikke længere tilgængelig)
- Pugilistic Dementia; Something old, something new – from Boxingwriter.co.uk
- Offensive Play: How different are dogfighting and football?, Malcolm Gladwell, The New Yorker, October 19, 2009 – article on the serious dangers of suffering long-term chronic traumatic encephalopathy brain damage in American football
- Boston University Center for the Study of Traumatic Encephalopathy